# Erythrodiplax melanorubra
Erythrodiplax melanorubra is een libellensoort uit de familie van de korenbouten (Libellulidae), onderorde echte libellen (Anisoptera).
De wetenschappelijke naam Erythrodiplax melanorubra is voor het eerst geldig gepubliceerd in 1942 door Donald J. Borror.